# Praravinia oresitropha
Praravinia oresitropha är en måreväxtart som beskrevs av Cornelis Eliza Bertus Bremekamp. Praravinia oresitropha ingår i släktet Praravinia och familjen måreväxter. Inga underarter finns listade i Catalogue of Life.